# Једренски вилајет
Једренски вилајет (Vilâyet-i Edirne), познат и као Адријанопољски или Одрински вилајет, био је вилајет Османског царства.
Територија вилајета је подијељена између Грчке и Турске, што је кулминирало формирањем западне и источне Тракије након Првог свјетског рата према одредбама Лозанског мира из 1923. године. Мањи дио вилајета дат је Бугарској Букурешким миром из 1913. године након балканских ратова. Крајем 19. вијека површина је износила 67.800 м2. На истоку се вилајет граничио са Истанбулским вилајетом, Црним и Мраморним море, на западу са Солунским вилајетом, на сјеверу са Источном Румелијом (Бугарском од 1885. године), на југу са Егејским морем. Област је понекад описивана као Јужна Тракија и Једренска Тракија.
Послије града Једрена (1905. имао 80.000 становника), најважнији градови су били Текирдаг (35.000), Гелиболу (25.000), Киркларели (16.000), Искече (14.000), Чорлу (11.500), Диметока (10.000), Енез (8000), Гумулџине (8000) и Дедеагач (3000).